# فوغن توماس
فوغن توماس (بالإنجليزية: Hugh Vaughan O. Thomas) هو موجه قوارب ‏ بريطاني، ولد في 12 يونيو 1964 في بانغور في المملكة المتحدة.

## وصلات خارجية
- فوغن توماس على موقع الاتحاد الدولي للتجديف (الإنجليزية)
- فوغن توماس على موقع الاتحاد الدولي للتجديف (الإنجليزية)
- فوغن توماس على موقع اللجنة الأولمبية الدولية (الإنجليزية)
- فوغن توماس على موقع أوليمبيديا (الإنجليزية)
- فوغن توماس على موقع اللجنة الأولمبية البريطانية (الإنجليزية)